# Panglin Plaza
Panglin Plaza, ook bekend als het Panglin Hotel en Pengnian Plaza, is een wolkenkrabber in Shenzhen, Volksrepubliek China. Het gebouw, dat ligt aan 2002 Jiabin Road, werd in 2000 voltooid.

## Ontwerp
Panglin Plaza is 240 meter hoog en heeft een totale oppervlakte van 135.300 vierkante meter. Het bevat 57 bovengrondse en 4 ondergrondse verdiepingen. In het gebouw bevindt zich het Panglin Hotel. Het hotel heeft 527 kamers, inclusief 87 suites. De 50ste en 51ste verdiepingen huisvesten twee ronddraaiende restaurants. De bol boven het restaurant vormt de 57ste verdieping en bevat de bar "Apollo 57".